# 洪瓊華
洪瓊華（1952年—），臺南人，臺灣知名雕塑家，曾獲多次國家工藝成就獎。

## 生平
1952年，洪瓊華出生於臺南。洪瓊華的家庭是學術世家，父親洪瑞星為婦產科醫生、遺傳學博士。小時候，洪瓊華展現出了書法天賦。進入國立藝術專科學校美術科西畫組後，洪瓊華師從李梅樹、廖繼春、楊三郎等藝術家。1975年，洪瓊華從國立藝術專科學校畢業，後接觸到中國傳統彩塑藝術，而開始鑽研立體彩塑。1996年，洪瓊華獲得「日本全國人形創作展」的最佳技術獎，1998年開始連續三屆獲得國家傳統工藝獎雕塑類第一屆、第二屆首獎，及第三屆優等獎。此外，她也獲得了2001年和2002年國立臺灣工藝研究發展中心頒發的國家工藝獎雕塑類獎，並受邀參加多場知名展覽，如總統府藝廊特展、臺北縣文化局、臺中市港區藝術中心、高雄市文化中心展覽等。2019年，洪瓊華受到國立傳統藝術中心委託，創作臺灣5、60年代的歌仔戲前後臺，重新詮釋《穆桂英比武招親》，作品獲得永久典藏。

## 特色和評價
洪瓊華的雕塑多以東方女性的姿態為主題，分為旗袍仕女系列、舞蹈系列、敦煌系列、親情系列，前兩者最為人所知。洪瓊華的作品注重寫實的細節和考據，得獎作品都是群像，後期作品大多為單人雕塑。國立臺灣工藝研究發展中心前主任許耿修認為，洪瓊華能掌握動作瞬間的每個細節，讓人感受到女性繪畫獨特之處。藝術家高閒至則表示，洪瓊華用東方女性的溫柔、西方舞蹈的自由彰顯內心的情感，給人超越東方女性限制的感覺。

## 外部連結
- 非池中藝術網：洪瓊華 （页面存档备份，存于）（繁體中文）
- 捏造最真實的美麗─洪瓊華（1952－） （页面存档备份，存于）（繁體中文）